# Meteorus datanae
Meteorus datanae är en stekelart som beskrevs av Muesebeck 1923. Meteorus datanae ingår i släktet Meteorus och familjen bracksteklar. Inga underarter finns listade i Catalogue of Life.